# Architettura georgiana

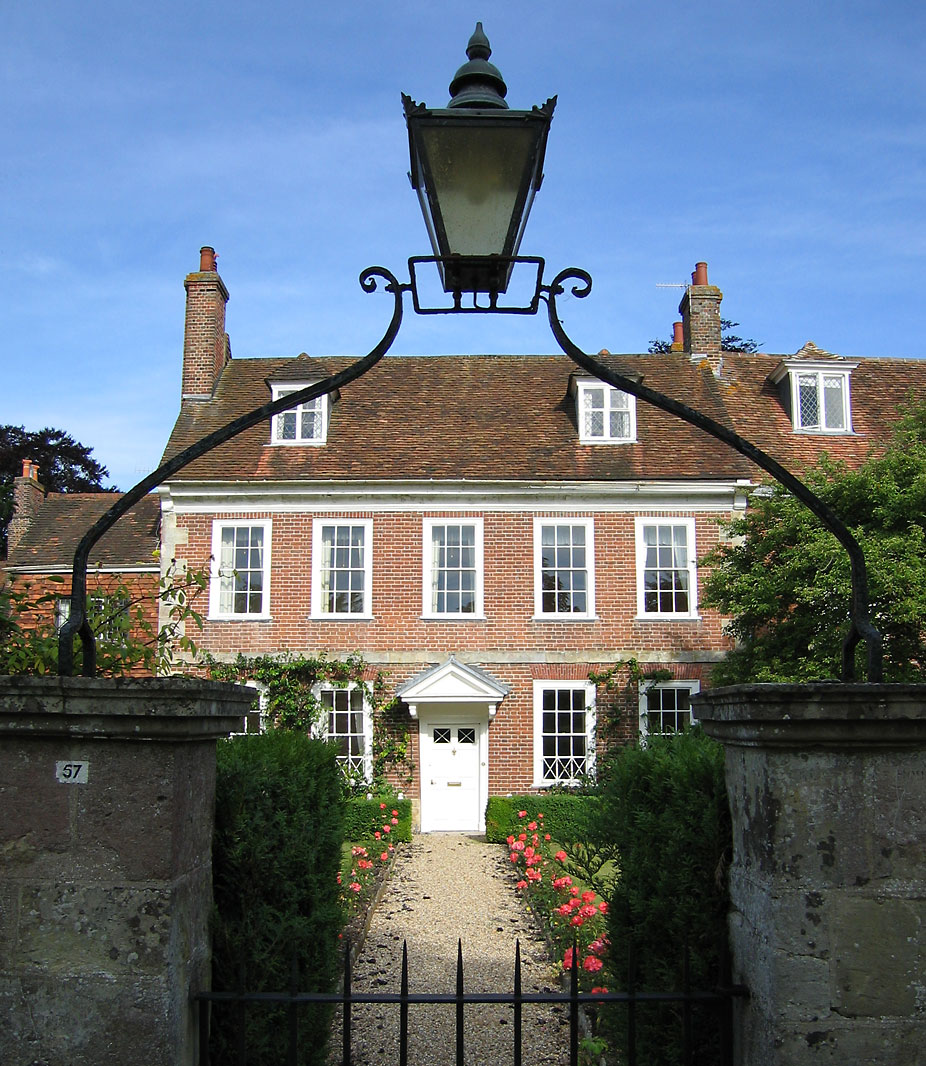
Una casa georgiana a Salisbury

Architettura georgiana è il nome dato nei paesi anglofoni agli stili architettonici che si sono susseguiti fra il 1720 e il 1840, che prendono il nome dai quattro monarchi inglesi chiamati George, ovvero la cosiddetta era georgiana. 

## Caratteristiche essenziali
L'architettura georgiana può essere considerata come il proseguimento ideale dell'attività dell'architetto Inigo Jones (1573-1652), il cosiddetto 'Palladio' inglese, che introdusse nel proprio Paese la cultura rinascimentale italiana, in contrasto con il tentativo di elaborare un 'barocco locale' da parte dell'architetto Christopher Wren (1632-1723).
Il titolo di iniziatore dell'architettura georgiana spetta a Lord Burlington, sia per la sua attività sia per la sua propaganda culturale. Il palladianesimo di Lord Burlington venne definito come 'palladianesimo di comodo', in quanto si prefiggeva di rinnovare l'arte e la politica inglese per fare in modo di rompere l'isolamento culturale dell'Inghilterra rispetto al resto dell'Europa.
Rimpiazzando il Barocco di Christopher Wren, John Vanbrugh e Nicholas Hawksmoor per effetto della pubblicazione del Vitruvius Britannicus di Colen Campbell e dell'opera di Richard Boyle di Burlington, del suo allievo William Kent, di Thomas Archer e di Giacomo Leoni, si può definire georgiano il Palladianesimo, lo stile gotico e il Rococò inglese. A partire dalla metà degli anni Sessanta del XVIII secolo, un'ampia gamma di stili neoclassici ottenne successo in Inghilterra: fra gli architetti che utilizzarono questi stili si possono citare
Robert Adam, James Gibbs, William Chambers, James Wyatt, Henry Holland e John Soane. 

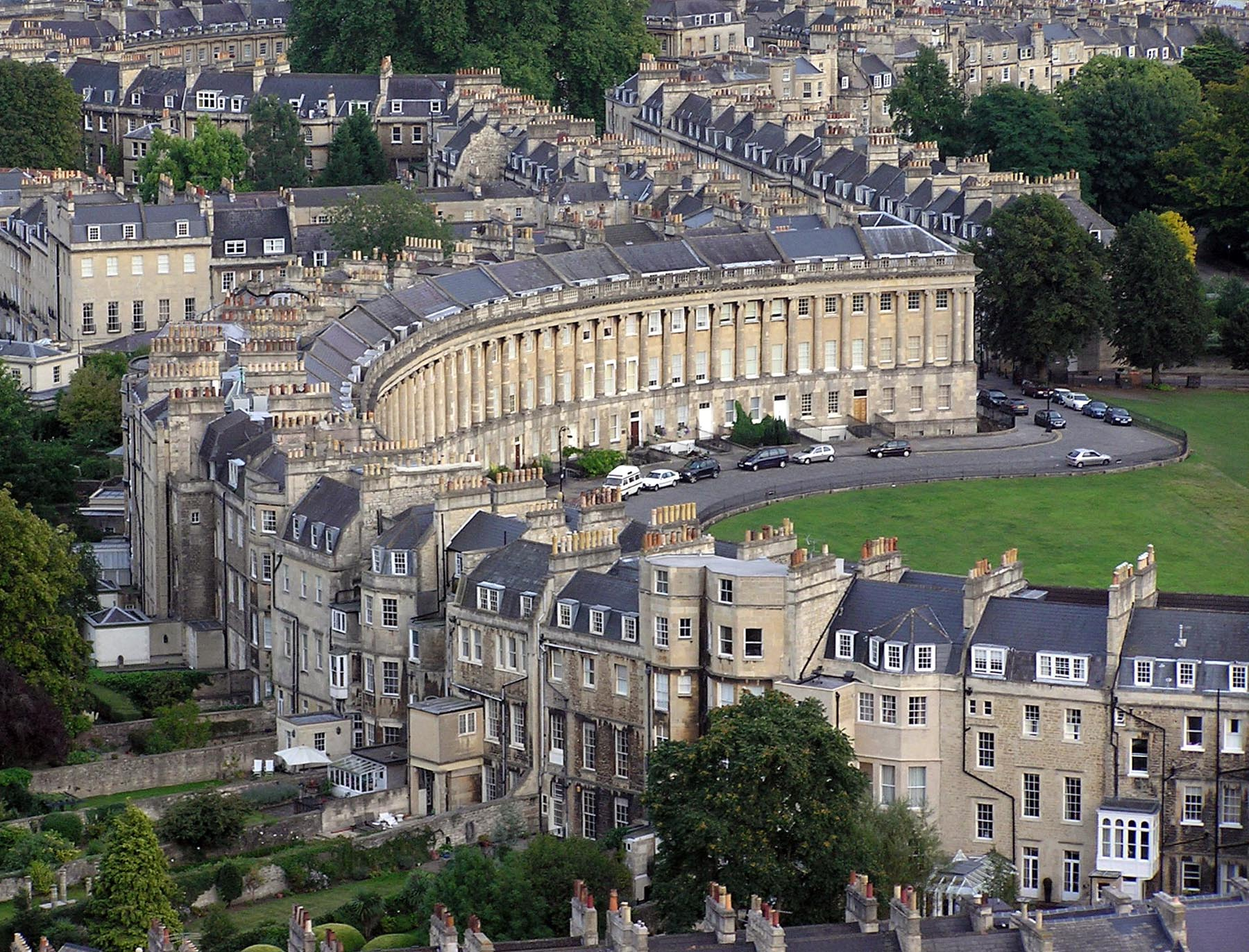
Un esempio di architettura georgiana: il Royal Crescent di Bath.

L'architettura georgiana è caratterizzata dalle proporzioni matematiche utilizzate per determinare, ad esempio, l'altezza di una finestra in funzione della larghezza o la forma di una stanza. "Regolarità", che implica simmetria, era la parola d'ordine, ad esempio, della facciata nei confronti della strada. I progetti georgiani usavano spesso elementi classici e un lessico decorativo derivato dall'Antica Roma o dall'Antica Grecia. 
Caratteristiche dello stile erano l'uso di pietre o mattoni e l'impiego di portici per rendere più enfatici gli ingressi.
L'architettura georgiana cercò di occuparsi e di risolvere la questione del 'linguaggio architettonico' per la città moderna, ampliando il concetto e l'ambito di 'stile' riservato all'edificio monumentale. Tra gli esempi più evidenti dell'edilizia georgiana si possono annoverare il tessuto urbano di Londra, quello di Edimburgo e di Bath.

## Architettura coloniale georgiana

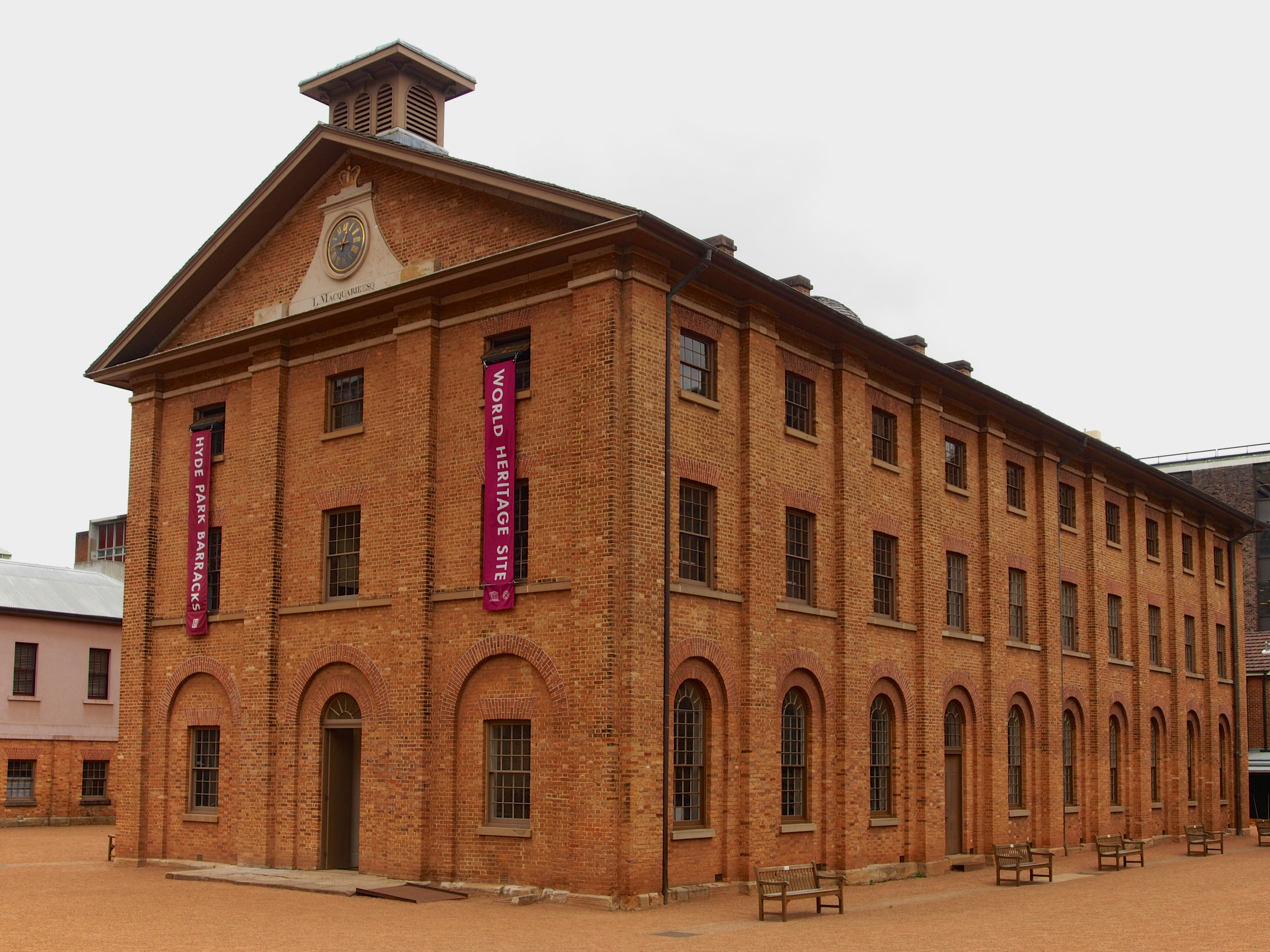
Hyde Park Barracks (1819) esempio di architettura coloniale georgiana a Sydney

L'architettura georgiana venne largamente esportata anche nelle colonie britanniche durante tutta l'Era georgiana. Le costruzioni americane di questo periodo erano solitamente realizzate in legno con assicelle, con la presenza di colonne esterne realizzate sempre in legno e quindi dipinte. Questo tratto distintivo era dovuto essenzialmente al fatto che nella prima fase del periodo era complesso riuscire ad ottenere ed a trasportare mattoni o pietra se non nelle grandi città. Il Dartmouth College dell'Università di Harvard, ed il College of William and Mary, sono esempi ben riusciti di architettura georgiana nelle Americhe.
A differenza dello stile barocco che andò a rimpiazzare, utilizzato principalmente per chiese e palazzi, lo stile georgiano coloniale era più semplice ed era utilizzato tanto dalle classi agiate quanto dalla borghesia. Tra gli esempi più belli di questo stile per uso residenziale citiamo la Hammond-Harwood House (1774) di Annapolis, nel Maryland, disegnata dall'architetto coloniale William Buckland e modellata sull'esempio di Villa Pisani a Montagnana, in Italia, a sua volta progettata da Andrea Palladio e descritta nel suo I quattro libri dell'architettura.
Dopo il raggiungimento dell'indipendenza, le originarie tredici colonie americane adottarono lo Stile federale che rappresentò in America l'equivalente dello Stile regency in Inghilterra, col quale molto aveva in comune.